# Marlon Douglas de Sales Silva
Marlon Douglas de Sales Silva, noto anche con lo pseudonimo di Marlon (15 settembre 1997), è un calciatore brasiliano, attaccante del Paysandu.

## Carriera
Ha iniziato la propria carriera nelle serie minori del campionato brasiliano; il 19 gennaio 2023 viene acquistato dal Gil Vicente, con cui firma un contratto di durata triennale. Il 5 febbraio successivo ha esordito in Primeira Liga in occasione dell'incontro pareggiato per 1-1 contro l'Arouca.

## Statistiche

### Presenze e reti nei club
Statistiche aggiornate al 5 marzo 2023.
| Stagione                     | Squadra                      | Campionato                   | Campionato | Campionato | Coppe nazionali | Coppe nazionali | Coppe nazionali | Coppe continentali | Coppe continentali | Coppe continentali | Altre coppe | Altre coppe | Altre coppe | Totale | Totale |
| Stagione                     | Squadra                      | Comp                         | Pres       | Reti       | Comp            | Pres            | Reti            | Comp               | Pres               | Reti               | Comp        | Pres        | Reti        | Pres   | Reti   |
| ---------------------------- | ---------------------------- | ---------------------------- | ---------- | ---------- | --------------- | --------------- | --------------- | ------------------ | ------------------ | ------------------ | ----------- | ----------- | ----------- | ------ | ------ |
| 2014                         | Porto-PE                     | A1/PE+D                      | 1+0        | 0          |                 | -               | -               |                    | -                  | -                  |             | -           | -           | 1      | 0      |
| 2015                         | Porto-PE                     | A1/PE                        | 9          | 2          |                 | -               | -               |                    | -                  | -                  |             | -           | -           | 9      | 2      |
| 2016                         | Porto-PE                     | A1/PE                        | 15         | 1          |                 | -               | -               |                    | -                  | -                  |             | -           | -           | 15     | 1      |
| Totale Porto-PE              | Totale Porto-PE              | Totale Porto-PE              | 25         | 3          |                 | -               | -               |                    | -                  | -                  |             | -           | -           | 25     | 3      |
| 2017                         | Flamengo de Arcoverde        | A1/PE                        | 7          | 2          |                 | -               | -               |                    | -                  | -                  |             | -           | -           | 7      | 2      |
| gen.-giu. 2018               | Flamengo de Arcoverde        | A1/PE                        | 10         | 1          |                 | -               | -               |                    | -                  | -                  |             | -           | -           | 10     | 1      |
| Totale Flamengo de Arcoverde | Totale Flamengo de Arcoverde | Totale Flamengo de Arcoverde | 17         | 3          |                 | -               | -               |                    | -                  | -                  |             | -           | -           | 17     | 3      |
| 2019                         | Central-PE                   | A1/PE+D                      | 6+0        | 2+0        | CB              | 1               | 0               |                    | -                  | -                  |             | -           | -           | 7      | 2      |
| gen.-nov. 2020               | Oeste                        | A1/SP+B                      | 8+13       | 0          | CB              | 2               | 0               |                    | -                  | -                  |             | -           | -           | 23     | 0      |
| nov. 2020-feb. 2021          | Paysandu                     | C                            | 9          | 3          | CB              | -               | -               |                    | -                  | -                  | CV          | 3           | 2           | 12     | 5      |
| 2021                         | Paysandu                     | C                            | 21         | 3          | CB              | 1               | 0               |                    | -                  | -                  | CV          | 3           | 1           | 25     | 4      |
| 2022                         | Paysandu                     | C                            | 23         | 10         | CB              | 2               | 0               |                    | -                  | -                  | CV          | 6           | 3           | 31     | 13     |
| Totale Paysandu              | Totale Paysandu              | Totale Paysandu              | 53         | 16         |                 | 3               | 0               |                    | -                  | -                  |             | 12          | 6           | 68     | 22     |
| gen.-giu. 2023               | Gil Vicente                  | PL                           | 4          | 0          | CP+CdL          | -               | -               |                    | -                  | -                  |             | -           | -           | 4      | 0      |
| Totale carriera              | Totale carriera              | Totale carriera              | 126        | 24         |                 | 6               | 0               |                    | -                  | -                  |             | 12          | 6           | 144    | 30     |

## Palmarès

### Club

#### Competizioni statali
- Campionato Paraense: 1

Paysandu: 2021

#### Competizioni regionali
- Copa Verde: 1

Paysandu: 2022